# Jordaniens Billie Jean King Cup-lag
Jordaniens Billie Jean King Cup-lag representerar Jordanien i tennisturneringen Billie Jean King Cup, och kontrolleras av Jordaniens tennisförbund.

## Historik
Jordanien deltog första gången år 2000. Bästa resultat är sjätteplatsen i Asien-Oceanienzonens Grupp II under lagets debutår.